# Edith Sitwell

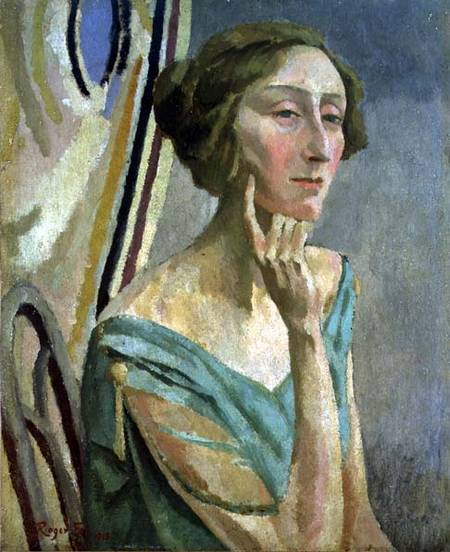
Edith Sitwell, door Roger Fry, 1915

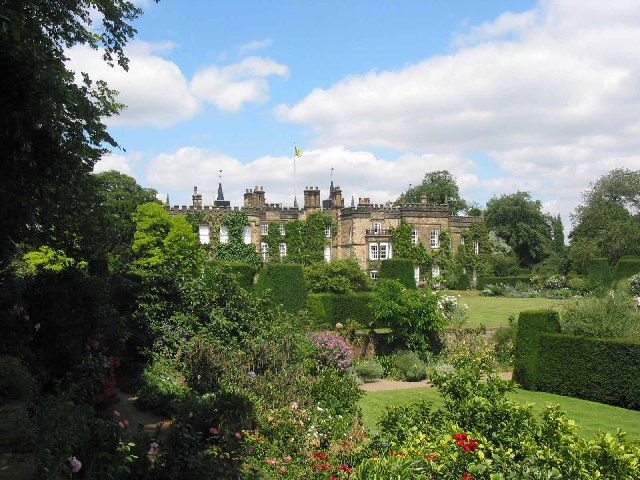
Renishaw Hall, Sitwells geboortehuis

Dame Edith Louisa Sitwell DBE ( Scarborough, 7 september 1887 – Londen, 9 december 1964) was een Engels schrijfster, biografe en dichteres.

## Leven en werk
Edith Sitwell stamde uit een excentrieke, puissant rijke, oude aristocratische familie en bracht haar jeugd door op het imposante landgoed van haar ouders Renishaw Hall. Haar vader was een baronet. Ze had twee jongere broers, Osbert en Sacheverell, die later ook beide schrijver zouden worden. Haar relatie met haar ouders was gespannen, in het bijzonder met haar strenge vader, die haar bijvoorbeeld een metalen korset liet dragen om de stand van haar wervelkolom te corrigeren. Op haar vijfentwintigste vertrok Edith naar Londen, samen met haar gouvernante Helen Rootham, die haar kennis liet maken met de poëzie van de Franse symbolische dichters en die later ook haar partner werd.
In 1913 publiceerde Sitwell haar eerste gedichten, in de Daily Mirror en in 1915 verscheen haar eerste poëziebundel, The Mother and Other Poems. Tussen 1916 en 1921 gaf ze een avantgardistische anthologie uit, Wheels, samen met haar twee broers en Rootham, met wie ze de dichtersclub „De Sitwells“ vormde. De vroege poëzie van Sitwell vertoont duidelijk invloeden van het Franse surrealisme uit die tijd. Opzien baarde ze in 1923 de opvoering van Façade, een serie abstracte gedichten, met een sterke nadruk op ritme en dictie, door haarzelf gereciteerd in een grillig decor, op begeleidende muziek van de jonge componist William Walton. In feite was Sitwell er bewust op uit om haar publiek en de critici te provoceren, zoals ze later in haar autobiografie memoreerde. Veel kritieken in die periode waren dan ook vernietigend.
In de jaren tussen 1915 en 1930 werd Sitwells opstelling minder provocerend en kregen de natuur, bloemen en dieren de overhand in haar poëzie. In de jaren dertig legde ze zich vooral toe op het schrijven van geromantiseerde biografieën, onder andere van Alexander Pope (1930) en Jonathan Swift (1937). In The English Eccentrics (1933, Nederlandse titel: Vreemde portretten) laat ze een groot aantal excentrieke personen uit verschillende historische perioden scherp de revue passeren.
De verschrikkingen van de Tweede Wereldoorlog brachten Sitwell vervolgens weer terug naar de poëzie en leidden tot een aantal in de oorlogsperiode bekend geworden gedichten als Still falls the rain, geschreven naar aanleiding van de luchtaanvallen op Londen, op muziek gezet door Benjamin Britten.
Na de oorlog werd de in vroeger tijden vaak verguisde Sitwell plotseling van allerwegen gelauwerd. Ze kreeg tal van officiële onderscheidingen, waaronder haar toetreding in de Orde van het Britse Rijk. In 1948 en 1950 maakte ze samen met haar broer Osbert uiterst succesvolle “lecture tours” door de Verenigde Staten. In 1954 verschenen haar verzamelde gedichten.
Zelf schreef Sitwell in de jaren vijftig nog een autobiografie, waarin ze levendige doch soms ietwat karikaturale portretten schildert van vooral schrijvers en dichters die haar na stonden, zoals Aldous Huxley en de jonge Dylan Thomas. Rebels en excentriek in het openbaar, was ze, zoals ze zelf schreef, “an extremely mild person in private”.
In 1957 kreeg Sitwell plotseling last van het syndroom van Marfan en belandde in een rolstoel. Ze overleed in 1964, op 77-jarige leeftijd, aan een hersenbloeding.

## Bibliografie

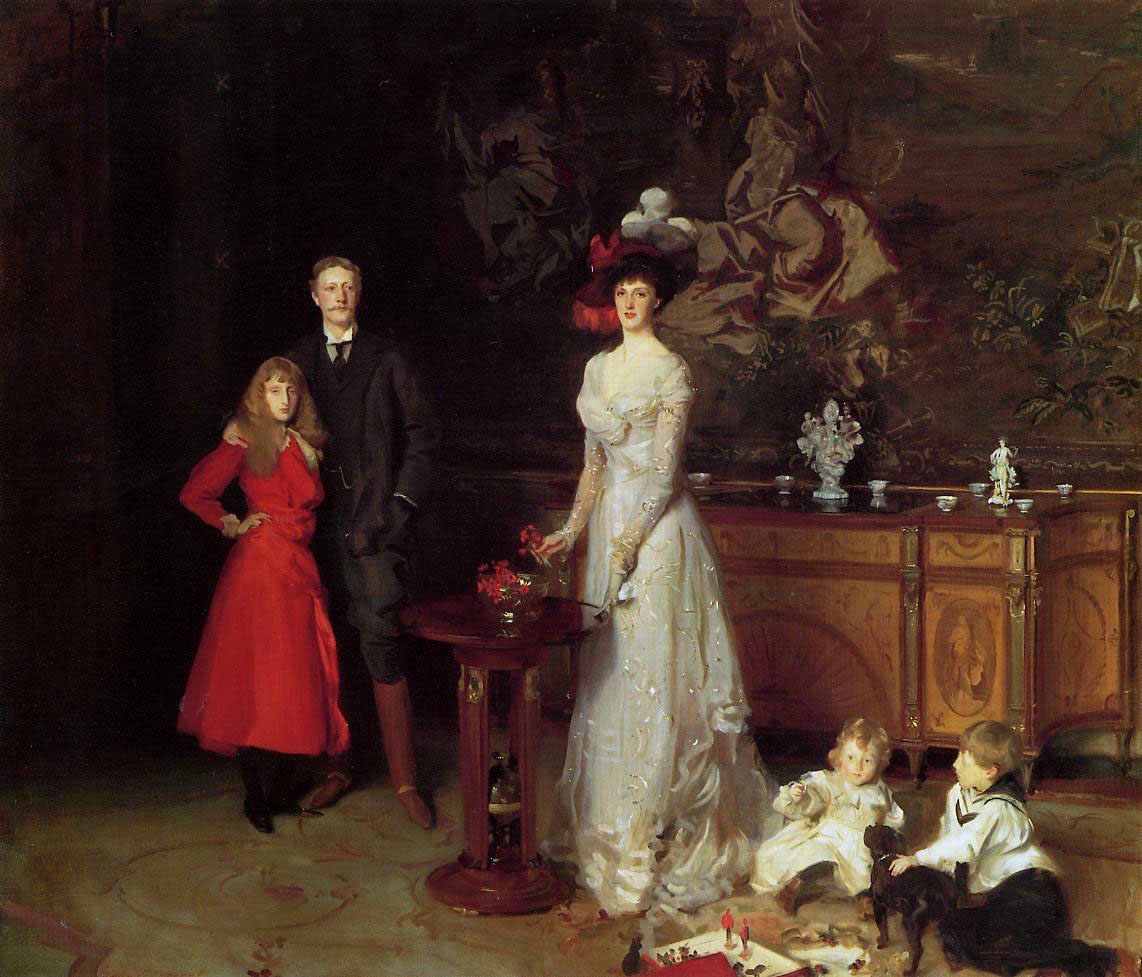
Elisabeth met ouders en broertjes, John Singer Sargent, 1900

### Gedichten
- Clowns' Houses (1918)
- Rustic Elegies (1927)
- Gold Coast Customs (1929)
- The Song of the Cold (1948)
- Façade, and Other Poems 1920–1935 (1950)
- Gardeners and Astronomers (1953)
- Collected Poems (1957)
- The Outcasts (1962)

### Ander werk
- Alexander Pope (1930)
- The English Eccentrics (1933)
- I Live under a Black Sun (1937)
- Fanfare for Elizabeth (1946)
- The Queens and the Hive (1962)
- Victoria von England
- My Eccentric Life